# Jordanka Fandakowa

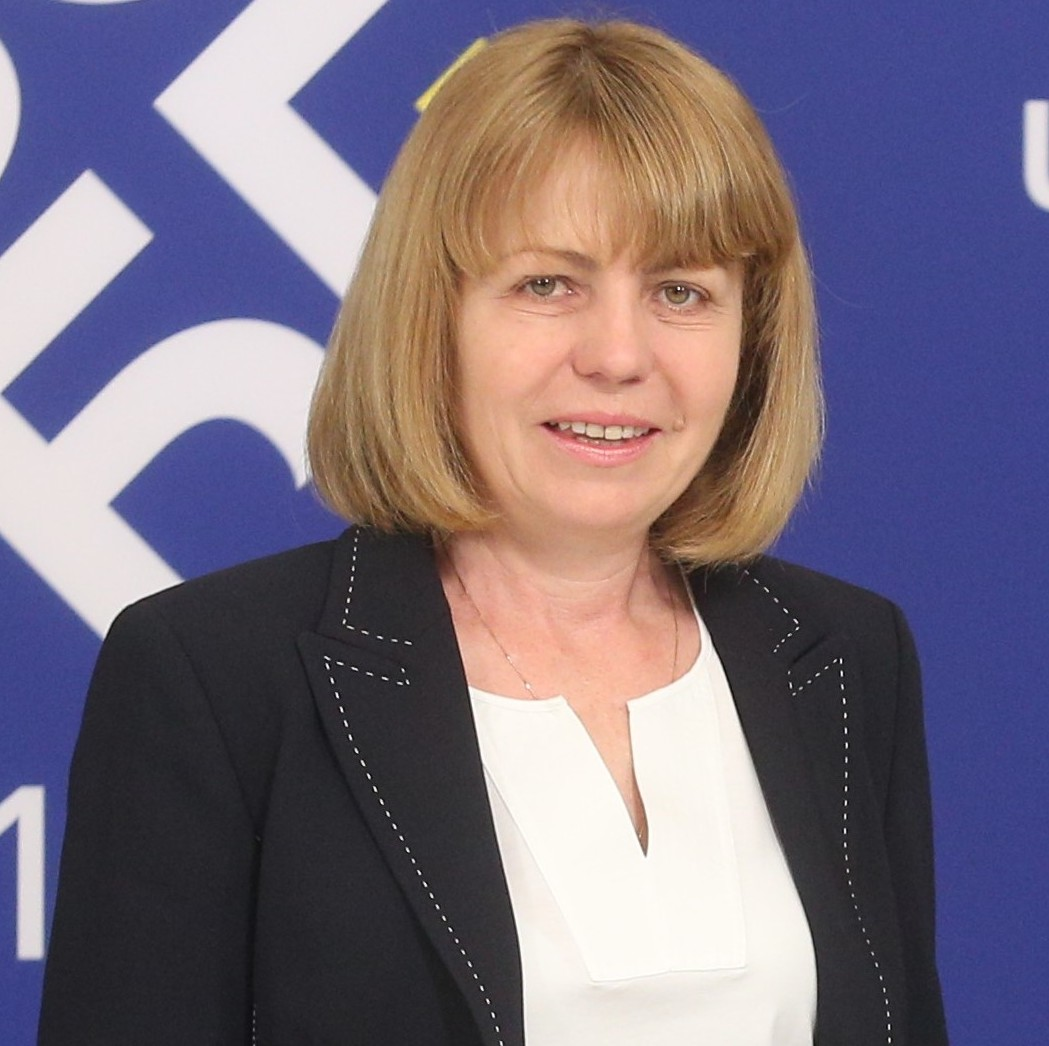
Jordanka Fandakowa

Jordanka Asenowa Fandakowa (bulgarisch Йорданка Асенова Фандъкова trl: Jordanka Asenova Fandăkova; * 12. April 1962 in Samokow) ist eine bulgarische Pädagogin und Politikerin der GERB-Partei.
Sie wurde bei der bulgarischen Parlamentswahl 2009, die von der Partei GERB gewonnen wurde, ins Parlament gewählt und am 27. Juli als Ministerin für Bildung, Jugend und Wissenschaft in der Regierung von Bojko Borissow vereidigt. Am 15. November wurde sie bei der außerordentlichen Kommunalwahl in Sofia (zuvor war Bojko Borissow Bürgermeister von Sofia) mit 67 % der Wählerstimmen zur ersten Bürgermeisterin der bulgarischen Hauptstadt gewählt und in den Wahlen 2011 bestätigt.
Bei den Bürgermeisterwahlen 2023 wurde sie von Wassil Terziew abgelöst, der nach dem ersten Wahlgang in eine Stichwahl mit Wanja Grigorowa ging.